# هوارد براندت
هوارد براندت (بالإنجليزية: Howard Brandt) (و. 1939 – 2014 م) هو فيزيائي من الولايات المتحدة الأمريكية . ولد في إميرادو .

## التعليم
تعلم في جامعة واشنطن، ومعهد ماساتشوست للتكنولوجيا